# Stringa (fisica)
In fisica teorica, la stringa è una struttura subatomica ipotetica, principale oggetto di studio della teoria delle stringhe.

## Panoramica

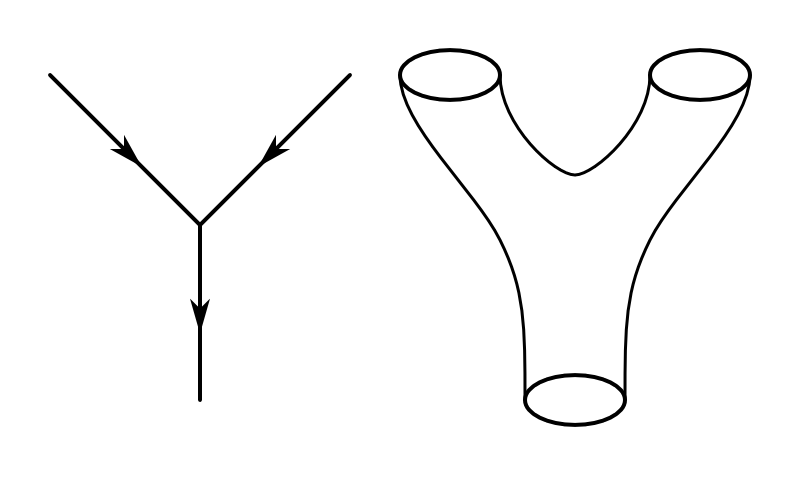
Interazioni nel modo subatomico: linee d'universo di particelle puntiformi nel Modello Standard (a sinistra) e un foglio d'universo composto da stringhe chiuse nella teoria delle stringhe (a destra)

La teoria delle stringhe si fonda sul principio secondo cui le particelle puntiformi corrispondono a modi di vibrazione di oggetti uno-dimensionali chiamati stringhe. Le stringhe sono oggetti di lunghezza molto più piccola delle scale osservabili nei moderni acceleratori di particelle. 
Una stringa è un oggetto con una sola estensione spaziale, a differenza di una particella elementare che è zero dimensionale o puntiforme. Postulando questa struttura unidimensionale, molte caratteristiche di una teoria fisica più fondamentale dell'attuale Modello standard emergono automaticamente; in particolare quasi ogni teoria delle stringhe è coerente con la meccanica quantistica e comprende anche la gravità quantistica.
La scala di lunghezza caratteristica delle stringhe è dell'ordine della lunghezza di Planck,  cioè la scala a cui gli effetti della gravità quantistica si ritiene diventino significativi:
{\displaystyle \ell _{P}={\sqrt {\frac {\hbar G}{c^{3}}}}\cong 1{,}61624\,(12)\times 10^{-35}\ \mathrm {m} }
Su scale di lunghezza molto più grande, come quelle visibili in laboratori di fisica, questi oggetti sarebbero indistinguibili da particelle di tipo punto ovvero zero-dimensionali. Le stringhe sono in grado di vibrare come gli oscillatori armonici, e i diversi modi di vibrazione della stringa e la sua struttura si manifestano come diverse particelle elementari del Modello standard, come ad esempio un fotone o un quark.
Così come una particella puntiforme che si muove nello spazio traccia una linea, una stringa spazza una superficie bidimensionale, detta worldsheet, o "foglio di mondo".

## Tipi di stringhe

### Stringhe chiuse e aperte
Le stringhe possono essere aperte o chiuse. Una stringa chiusa è una stringa che non ha punti finali, e perciò è topologicamente equivalente a un cerchio. Una stringa aperta, d'altro canto, ha due punti finali ed è topologicamente equivalente a un intervallo lineare. Non tutte le teorie delle stringhe contengono stringhe aperte, ma ogni teoria deve contenere stringhe chiuse, in quanto le interazioni tra stringhe aperte possono sempre avere come risultato stringhe chiuse.
La più vecchia teoria delle superstringhe contenente stringhe aperte è stata la teoria di stringa tipo I. Tuttavia, gli sviluppi nella teoria negli anni 1990 hanno mostrato che le stringhe aperte dovrebbero sempre essere pensate, come accennato nella sezione precedente, come punto di partenza di un nuovo tipo di oggetti chiamati D-brane, e lo spettro di possibilità per le stringhe aperte è grandemente aumentato.
Le stringhe aperte e chiuse sono associate generalmente a modalità di vibrazione caratteristiche. Una delle modalità di vibrazione di una stringa aperta può essere identificata come il gravitone. In certe teorie delle stringhe la vibrazione a più bassa energia di una stringa aperta è un tachione e può subire la condensazione tachionica. Altre modalità vibrazionali delle stringhe aperte esibiscono le proprietà dei fotoni e dei gluoni.

### Orientamento
Le stringhe possono possedere anche un orientamento, che può essere pensato come una "freccia" interna che distingue la stringa da quella con l'orientamento opposto. Per contrasto, una stringa non orientata è quella senza nessuna freccia di questo tipo.

### Testi divulgativi
- Particelle,stringhe e altro di Warren Siegel, Di Renzo Editore (2008), ISBN 88-8323-204-6.
- L'Universo Elegante di Brian Greene, Einaudi (2000), ISBN 88-06-15523-7.
- La Trama del Cosmo di Brian Greene, Einaudi (2004), ISBN 88-06-18091-6
- La Materia-Specchio di Robert Foot, Macro Edizioni (2005) ISBN 88-7507-448-8
- Un Universo Diverso di Robert Laughlin, Codice Edizioni (2006) ISBN 88-7578-033-1
- Il Cervello Quantico di Jeffrey Satinover, Macro Edizioni (2002) ISBN 88-7507-408-9
- Il Giardino delle Particelle di Gordon Kane, Tea Edizioni (1997) ISBN 88-502-0125-7
- Il Paesaggio Cosmico: Dalla teoria delle stringhe al megaverso di Leonard Susskind, Adelphi (2006), ISBN 88-459-2153-0
- Neanche sbagliata. Il fallimento della teoria delle stringhe e la corsa all'unificazione delle leggi della fisica. di Peter Woit, Codice Edizioni, (2007) ISBN 88-7578-072-2
- Rischiare con Dio (dopo Einstein) di Antonino Palumbo, Edizioni Scientifiche Italiane, (2006), ISBN 88-495-1257-0
- L'Unificazione della Conoscenza di Antonino Palumbo, Edizioni Scientifiche Italiane, (2008), ISBN 978-88-495-1745-3

### Manuali
- Michael Green, John Schwarz and Edward Witten, Superstring theory, Cambridge University Press (1987). Il libro di testo originale.
  - Vol. 1: Introduction, ISBN 0-521-35752-7.
  - Vol. 2: Loop amplitudes, anomalies and phenomenology, ISBN 0-521-35753-5.
- Johnson, Clifford, D-branes, Cambridge University Press (2003). ISBN 0-521-80912-6.
- Joseph Polchinski, String Theory, Cambridge University Press (1998). Un testo moderno.
  - Vol. 1: An introduction to the bosonic string, ISBN 0-521-63303-6.
  - Vol. 2: Superstring theory and beyond, ISBN 0-521-63304-4.
- Zwiebach, Barton.  A First Course in String Theory.  Cambridge University Press (2004).  ISBN 0-521-83143-1.  Sono disponibili correzioni  online.